# Сан-Педру (Ангра-ду-Эроишму)
Сан-Педру (порт. São Pedro) — район (фрегезия) в Португалии, входит в округ Азорские острова. Расположен на острове Терсейра. Является составной частью муниципалитета Ангра-ду-Эроижму. Население составляет 3638 человек на 2001 год. Занимает площадь 3,85 км².